# 城原神社
城原神社（きばるじんじゃ）は、大分県竹田市米納に鎮座する神社である。城原八幡社とも呼ばれる。旧社格は県社。

## 沿革
『日本書紀』によれば景行天皇が景行天皇12年（伝82年）に熊襲征討の折り、碩田国（現在の大分県）に巡行し土蜘蛛を討った際に城原に行宮を置いたとされる。社伝では、当社は応神天皇2年（391年）に行宮跡（城原八幡社上松原社地）に祠を設けたことに始まるとされる。天安元年（857年）には、八幡神が顕現したため、国司豊後守石川宗継が殿宇を造営してて八幡神を配祀し、城原八幡社と称するようになったと伝えられる。また、源為朝が荒廃した当社を再興し、その際に社殿を東面させたとも言われ、通常の神社建築では社殿が南面するのに対して、当社は現在の社殿も東面している。建久7年（1196年）に大友能直が豊後国に入国すると、豊後八幡七社のひとつとして大友氏の庇護を受けた。
天正14年（1586年）、島津軍が豊後国に侵攻した際（豊薩合戦）に焼失した。その際、八幡神は宮司によって産山村（熊本県産山村）隠川へ奉安されたが、文禄3年（1594年）に中川秀成が岡藩に移封されて竹田に入ると、当社を勝山に遷座して岡の総鎮守となし、勝山は八幡山と呼ばれるようになった。さらに慶長元年（1596年）には、霊験により城原の現在地に遷座するとともに、城原の旧地を松原となした 。

## 社殿
現存する拝殿、申殿及び本殿は宝暦12年（1762年）に建立されたものである。拝殿は桁行7間、梁行2間、の入母屋造。申殿は正面3間、側面3間の入母屋造で正面に軒唐破風を備えている。本殿は3間社で、流造、銅板葺。神楽殿は3間半の入母屋造で、棟には嘉永6年（1853年）建立の墨書きが残っている。楼門には文久2年（1862年）の棟札があったが、昭和60年（1985年）に放火の被害を受け、平成2年（1990年）に再建されたものである。

## 祭礼
10月中旬の日曜に秋季大祭が行われる。前夜には夜神楽があり、竹田市指定無形民俗文化財の城原神楽が奉納される。

## 文化財
社殿
社殿（本殿・申殿・拝殿）は、1979年（昭和54年）4月1日に竹田市の有形文化財に指定されている。なお、楼門は指定後に焼失し、再建されている。
社叢
境内の樹木は、「城原神社社叢」として1972年（昭和47年）4月1日に竹田市の天然記念物に指定されている。また、大分県の特別保護樹林にも指定されている。社叢には32科57種の植物が見られる。
木本植物の大部分は遷宮（慶長元年（1596年））後に植栽されたものであるが、上宮に通ずる参道の並木と類推されるものは、遷宮より遡る時代のものである。この並木は主にスギであるが、ケヤキとイチョウもそれぞれ1本残っている。このうち、平成2年（1990年）に落雷のため伐採されたスギは、樹高37mで伐根の年輪は650を数えたとの記録があり、これと同時代のものと考えられるスギは1本が現存し、伐根4本が残っている。ケヤキは遷宮の際にはすでに巨木であったと伝えられる。イチョウは昭和60年（1985年）の楼門の放火の際に類焼の被害を受け、さらに平成3年（1991年）の台風第19号でもダメージを負っている。
阿鹿野獅子舞
雌雄の獅子が神輿の先伴をする獅子舞。大分県の無形民俗文化財に指定されている。
城原神楽
竹田市指定無形民俗文化財。

## 交通
- 国道442号沿い。